# Campeonato Mundial en Parejas del CMLL
Le CMLL Campeonato Mundial de Parejas ou CMLL World Tag Team Championship est un championnat de catch utilisé par le Consejo Mundial de Lucha Libre (CMLL). Il est créé le 3 mars 1993 après la victoire d'El Canek et Dr. Wagner, Jr. face à Canadian Vampire et Pierroth Jr. dans une série de trois combats en finale d'un tournoi. Depuis sa création, 32 équipes ont détenu ce titre pour un total de 42 règnes et a été vacant sept fois.

## Histoire
Avant la création du championnat du monde par équipes du CMLL, le Consejo Mundial de Lucha Libre (auparavant Empresa Mexicana de Lucha Libre) utilise le championnat national par équipes. Le 26 février 1993, le CMLL commence un tournoi pour désigner les premiers champions du monde par équipes de cette fédération. 16 équipes s'affrontent et les deux finalistes vont s'affronter dans une série de trois combats. Les participants sont :
- Apolo Dantes et El Rayo de Jalisco Jr.[2]
- Atlantis & El Dandy[2]
- Black Magic et Negro Casas[2]
- Brazo de Oro et Brazo de Plata[2]
- El Canek et Dr. Wagner, Jr.[2]
- El Gran Markus Jr. & Kahoz[2]
- El Satanico et Pirata Morgan[2]
- Gran Hamada et Kato Kung Lee[2]
- Headhunter A et Headhunter B[2]
- Jaque Mate et Masakre[2]
- Mano Negra et Bestia Salvaje[2]
- Mascara Magica et Oro[2]
- Pierroth Jr. et Vampiro Canadiense[2]
- Sangre Chicana et Emilio Charles Jr.[2]
- Scorpio et Scorpio Jr.[2]

| #  | Champions                                  | Règne | Date              | Durée                     | Lieu     | Notes | Réf    |
| -- | ------------------------------------------ | ----- | ----------------- | ------------------------- | -------- | --- | ------ |
| 1  | El Canek et Dr. Wagner, Jr.                | 1     | 26 mars 1993      | NC                        | Mexico   | Ils battent Canadian Vampire et Pierroth Jr. dans une série de trois combats.                                                 | [ 3 ]  |
| -  | Vacant                                     | 1     | novembre 1994     | NC                        | NC       | El Canek cesse d'apparaitre dans les spectacles du CMLL.                                                                      | [ 3 ]  |
| 2  | El Texano et Silver King                   | 1     | 16 décembre 1994  | 6 mois et 14 jours        | Mexico   | Ils battent El Satanico et Emilio Charles Jr..                                                                                | [ 3 ]  |
| 3  | Headhunter A et Headhunter B               | 1     | 30 juin 1995      | 4 mois et 4 jours         | Mexico   | | [ 3 ]  |
| 4  | Atlantis et Rayo de Jalisco Jr.            | 1     | 3 novembre 1995   | 9 mois et 3 jours         | Acapulco | | [ 3 ]  |
| 5  | El Gran Markus Jr. et El Hijo de Gladiator | 1     | 6 août 1996       | 1 mois et 12 jours        | Acapulco | | [ 3 ]  |
| 6  | Atlantis (2) et Lizmark                    | 1     | 18 septembre 1996 | 5 mois et 10 jours        | Mexico   | | [ 3 ]  |
| 7  | Dr. Wagner Jr. (2) et Silver King (2)      | 1     | 28 février 1997   | NC                        | Mexico   | Ils battent Dos Caras (en) et Ultimo Dragon en finale d'un tournoi.                                                           | [ 3 ]  |
| -  | Vacant                                     | 2     | août 1997         | NC                        | NC       | Silver King quitte le CMLL.                                                                                                   | [ 3 ]  |
| 8  | Dr. Wagner, Jr. (3) et Emilio Charles, Jr. | 1     | 29 août 1997      | 4 mois et 25 jours        | Mexico   | Ils battent The Headhunters en finale d'un tournoi.                                                                           | [ 4 ]  |
| 9  | Mr Nielba et Shocker                       | 1     | 23 janvier 1998   | NC                        | Mexico   | | [ 5 ]  |
| -  | Vacant                                     | 3     | octobre 1998      | NC                        | NC       | À la suite d'une blessure de Mr Nielba.                                                                                       | [ 3 ]  |
| 10 | Bestia Salvaje et Scorpio, Jr.             | 1     | 13 novembre 1998  | 2 mois et 23 jours        | Mexico   | | [ 3 ]  |
| 11 | El Hijo del Santo et Negro Casas           | 1     | 5 février 1999    | moins d’un jour           | Mexico   | | [ 3 ]  |
| -  | Vacant                                     | 4     | 5 février 1999    | 21 jours                  | Mexico   | Le CMLL retire le titre car El Hijo del Santo et Negro Casas remportent le titre après disqualification de leurs adversaires. | [ 3 ]  |
| 12 | Bestia Salvaje et Scorpio, Jr.             | 2     | 26 février 1999   | 1 mois et 7 jours         | Mexico   | | [ 3 ]  |
| 13 | El Hijo del Santo et Negro Casas           | 2     | 2 avril 1999      | NC                        | Mexico   | | [ 3 ]  |
| -  | Vacant                                     | 5     | juin 2000         | NC                        | NC       | | [ 3 ]  |
| 14 | Último Guerrero et Rey Bucanero            | 1     | 4 août 2000       | 1 an, 2 mois et 29 jours  | Mexico   | Ils battent Mr Niebla et Villano IV en finale d'un tournoi.                                                                   | [ 3 ]  |
| 15 | El Hijo del Santo et Negro Casas           | 3     | 2 novembre 2001   | 6 mois et 29 jours        | Mexico   | | [ 3 ]  |
| 16 | Último Guerrero et Rey Bucanero            | 2     | 31 mai 2002       | 1 an, 7 mois et 23 jours  | Mexico   | | [ 3 ]  |
| 17 | LA Par-K et Shocker                        | 1     | 23 janvier 2004   | 1 mois et 25 jours        | Mexico   | | [ 3 ]  |
| 18 | Último Guerrero et Rey Bucanero            | 3     | 19 mars 2004      | 3 mois et 6 jours         | Mexico   | | [ 3 ]  |
| 19 | Atlantis (3) et Blue Panther (en)          | 1     | 25 juin 2004      | 9 mois et 7 jours         | Mexico   | | [ 3 ]  |
| 20 | Averno et Mephisto                         | 1     | 1er avril 2005    | 1 an et 13 jours          | Mexico   | | [ 6 ]  |
| 21 | Místico et Negro Casas                     | 1     | 14 avril 2006     | 1 an, 2 mois et 29 jours  | Mexico   | | [ 3 ]  |
| 22 | Dr. Wagner, Jr. (4) et Último Guerrero (4) | 1     | 13 juillet 2007   | 7 jours                   | Mexico   | | [ 3 ]  |
| 23 | Místico et Negro Casas                     | 2     | 20 juillet 2007   | 3 mois et 13 jours        | Mexico   | | [ 3 ]  |
| 24 | Atlantis et Último Guerrero                | 1     | 2 novembre 2007   | 2 mois et 30 jours        | Mexico   | | [ 3 ]  |
| 25 | Averno et Mephisto                         | 2     | 1er février 2008  | 1 mois et 9 jours         | Mexico   | | [ 3 ]  |
| 26 | Hector Garza et Místico                    | 1     | 10 mars 2008      | 1 mois et 8 jours         | Puebla   | | [ 3 ]  |
| -  | Vacant                                     | 6     | 18 avril 2008     | 1 mois et 5 jours         | NC       | Vacant après l'arrêt d'un match de championnat les opposant à Averno et Mephisto.                                             | [ 3 ]  |
| 27 | Hector Garza et Místico                    | 2     | 23 mai 2008       | 6 mois et 14 jours        | Mexico   | Ils battent Averno et Mephisto.                                                                                               | [ 7 ]  |
| 28 | Averno et Mephisto                         | 3     | 7 décembre 2008   | 1 mois et 9 jours         | Mexico   | | [ 8 ]  |
| 29 | La Sombra et Volador Jr.                   | 1     | 16 janvier 2009   | 1 an et 6 mois            | Mexico   | | [ 3 ]  |
| 30 | Hector Garza et Mr. Águila (en)            | 1     | 16 juillet 2010   | 3 mois et 17 jours        | Mexico   | | [ 3 ]  |
| 31 | Dragón Rojo Jr. et Último Guerrero         | 1     | 2 novembre 2010   | 1 an, 9 mois et 1 jour    | Mexico   | | [ 9 ]  |
| 32 | Atlantis et Diamante Azul (en)             | 1     | 3 août 2012       | 3 mois et 10 jours        | Mexico   | | [ 10 ] |
| 33 | El Terrible et Tama Tonga                  | 1     | 13 novembre 2012  | 7 mois et 22 jours        | Mexico   | | [ 11 ] |
| 34 | Hiroshi Tanahashi et Jushin Thunder Liger  | 1     | 5 juillet 2013    | 2 mois et 9 jours         | Tokyo    | | [ 12 ] |
| 35 | Rey Bucanero et Tama Tonga                 | 1     | 14 septembre 2013 | 1 mois et 4 jours         | Tokyo    | | [ 13 ] |
| 36 | La Máscara et Rush                         | 1     | 18 octobre 2013   | 7 mois et 26 jours        | Mexico   | | [ 14 ] |
| 37 | Negro Casas et Shocker                     | 1     | 13 juin 2014      | 3 ans, 7 mois et 25 jours | Mexico   | | [ 15 ] |
| -  | Vacant                                     | 7     | 7 février 2018    | 1 mois et 9 jours         | NC       | | [ 16 ] |
| 38 | Valiente et Volador Jr.                    | 1     | 16 mars 2018      | 3 mois et 27 jours        | Mexico   | | [ 17 ] |
| 39 | Los Ingobernables (Rush et El Terrible)    | 1     | 13 juillet 2018   | 4 mois et 5 jours         | Mexico   | | [ 18 ] |
| 40 | Diamante Azul et Valiente                  | 1     | 18 novembre 2018  | 6 mois et 13 jours        | Mexico   | | [ 19 ] |
| 41 | Euforia et Gran Guerrero                   | 1     | 31 mai 2019       | 5 mois et 1 jour          | Mexico   | | [ 20 ] |
| 42 | Carístico et Místico                       | 1     | 1er novembre 2019 | 5 ans, 4 mois et 13 jours | Mexico   | | [ 21 ] |